# Coppélia

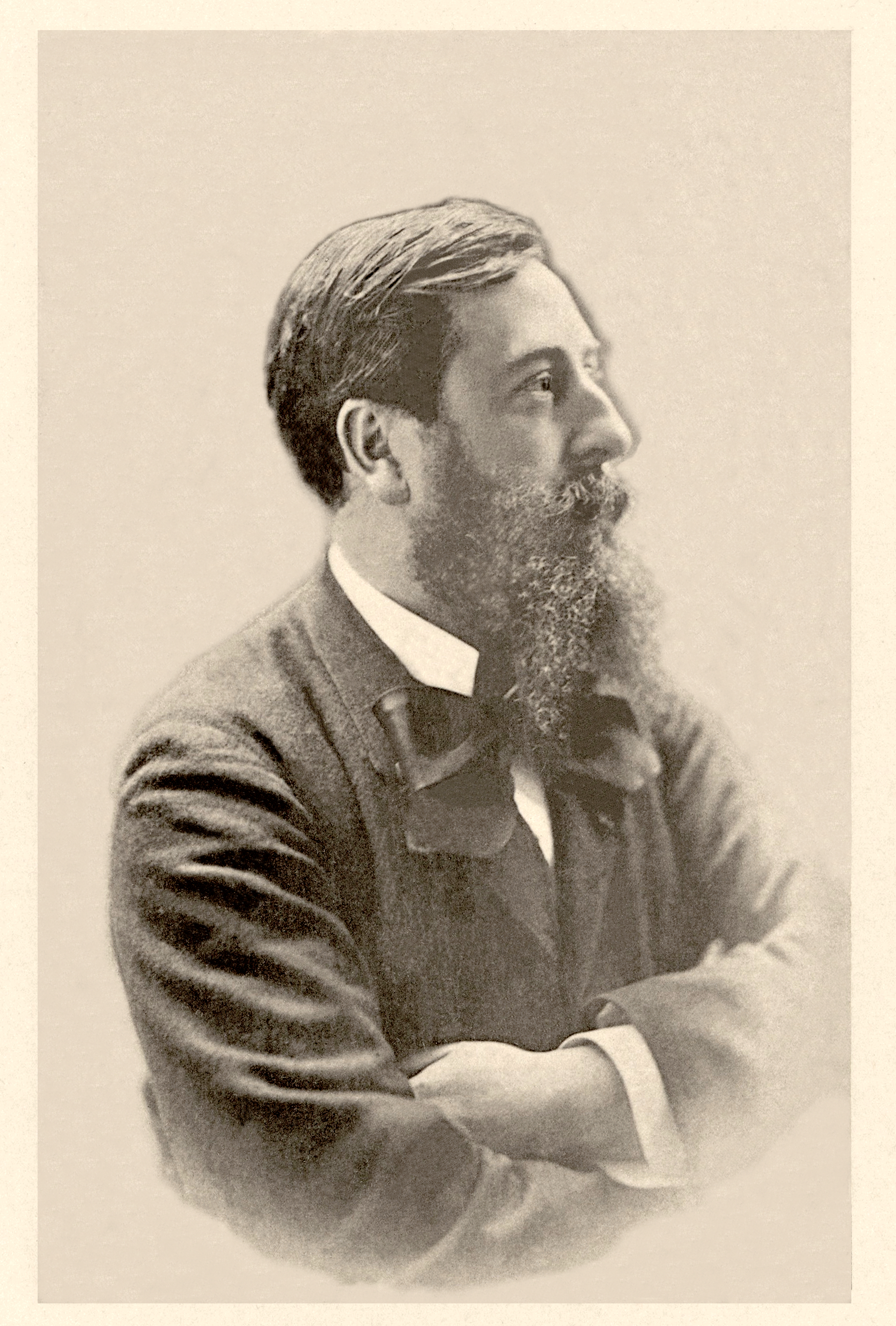
Léo Delibes, en 1888

Coppélia, ou la Fille aux yeux d'émail est un ballet en trois actes d'Arthur Saint-Léon, sur un livret de Charles Nuitter, musique de Léo Delibes, d'après le conte d'Hoffmann L'Homme au sable, représenté pour la première fois à l'Opéra Le Peletier de Paris le 25 mai 1870 sous la direction de François Hainl.
Le rôle de Swanhilda, tenu par Giuseppina Bozzacchi, est devenu un rôle mythique du répertoire classique. 
Après le décès prématuré de la créatrice, le rôle fut repris par Léontine Beaugrand qui l'avait déjà tenu pour nombre de répétitions, car on tardait à trouver une danseuse italienne, celles-ci étant très prisées à l'époque. Cette heureuse circonstance a empêché ce ballet de tomber dans l'oubli, comme l'avait fait le ballet d'Offenbach Le Papillon après la mort également prématurée de sa créatrice, Emma Livry.
Tout comme Giselle, Coppélia est composé sur la structure du leitmotiv, empruntant de nombreux passages au folklore d'Europe centrale : les thèmes slaves et la mazurka y occupent une bonne place, tandis que la csárdás apparaît pour la première fois sur scène.
L'intrigue suit le conte d'Hoffmann L'Homme au sable, dans lequel Frantz est fasciné par la silhouette de Coppélia, aperçue derrière la fenêtre de l'atelier du savant Coppélius. Mais elle s'avère n'être qu'un automate...

## Histoire
Le livret met en scène Swanilda, son fiancé Frantz et le vieux Coppélius, fabricant de poupées automates, dont l'ambition est d'en créer une dotée d'une âme .
Frantz s'éprend de la dernière création du vieillard, entrevue par la fenêtre : Coppélia, qu'il croit vivante. 
Swanilda, jalouse s'introduit dans l'atelier. Frantz y pénètre à son tour, surpris par Coppélius qui tente à l'aide d'un breuvage de sa composition de l'endormir pour lui ravir son âme. 
C'est alors que la poupée Coppélia s'anime, et pour cause : Swanilda a pris la place de la poupée. 
Elle brise les automates et s'enfuit avec son fiancé qu'elle épousera à la fête du village...

## Argument

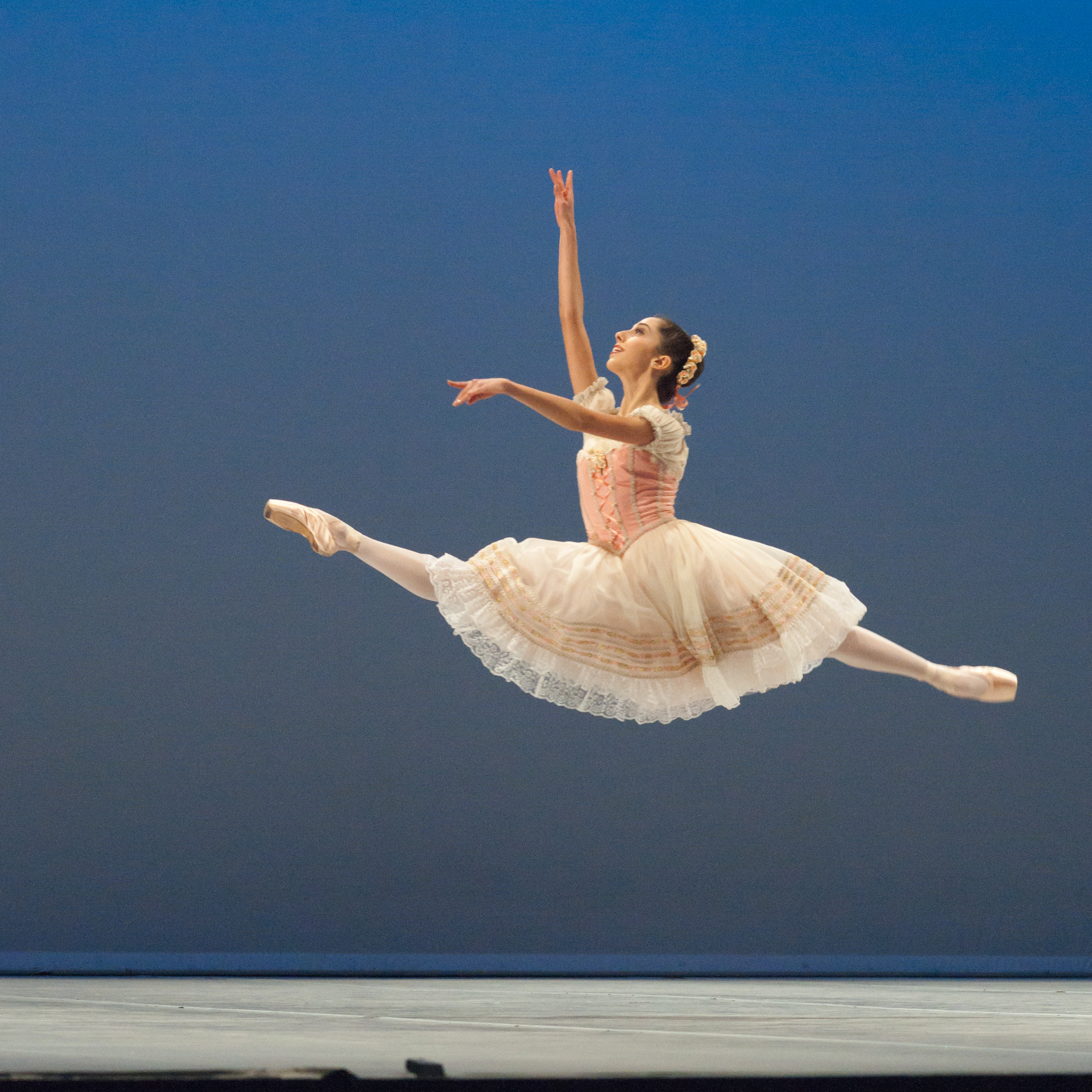
Maria Barroso dans Coppelia, Prix de Lausanne 2010.

### Acte 1
Prélude et Mazurka 
- Valse Lente 
- Scène 
- Mazurka
- Scène 
- Ballade des épis de maïs 
- Thème slave varié 
- Csárdás, sortie 
- Finale. 
Entracte et valse. 

### Acte 2
Scène   
- Scène 
- Musique des automates 
- Scène 
- Chanson à boire 
- Valse de la poupée 
- Scène
- Boléro 
- Gigue 
- Finale. 

### Acte 3
Marche et divertissement de la Cloche 
- Valse des heures 
- L'Aurore 
- La Prière 
- Le Travail 
- Noces villageoises 
- La Discorde et la guerre 
- La Paix 
- Danse de fête 
- Galop Final.

## Autres versions
Marius Petipa en donne une nouvelle version en 1884, puis le XXe siècle se le réapproprie, avec George Balanchine (1974), Roland Petit (1975) ou Maguy Marin (1993).
Une version chorégraphiée par Charles Jude est créée le 22 juin 1999 au Grand-Théâtre de Bordeaux et dans une inventive scénographie de Giulio Achilli, qui cite la peinture d’Edward Hopper, Charles Jude nous propose une Coppélia rajeunie et enlevée où ses marins en goguette ont un petit air à la Jerome Robbins de On the Town et de Fancy Free. Cette version était encore en représentation au printemps 2016 à Toulouse.

## Hommages

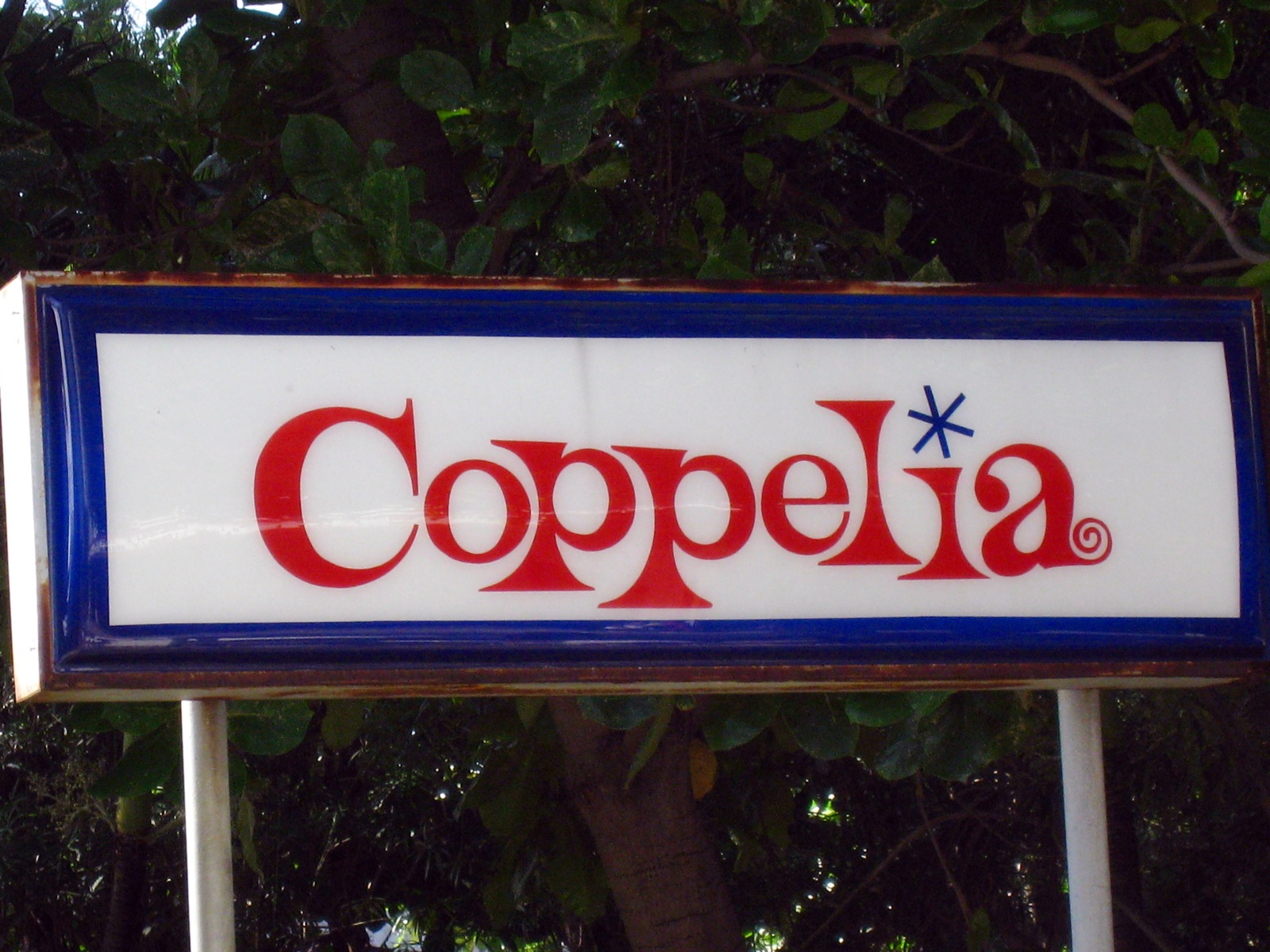
Panneau du salon des glaces Coppelia à La Havane

- En hommage à Léo Delibes, la municipalité de La Flèche, dont il est originaire, a baptisé l'une de ses salles de spectacle la « salle Coppélia ».
- À La Havane (Cuba), Celia Sánchez, compagne révolutionnaire de Fidel Castro, a nommé le salon des glaces « Heladería Coppelia » d'après son œuvre préférée.
- Les éditions du Seuil ont publié une adaptation en album jeunesse du livret de Coppélia écrite par Claude Clément et illustrée par Daniela Cytryn.
- Les éditions Gautier-Languereau ont publié une adaptation en album jeunesse du livret de Coppélia écrite par Élodie Fondacci et illustrée par Marie Desbons.
- Une école de ballet de Montréal porte ce nom (L’école de Ballet Coppélia).
- Une école de danse porte ce nom à Vierzon.
- L'astéroïde (815) Coppelia, découvert en 1916, est nommé en l'honneur du ballet[2].